# Гркокатоличка црква Светог Луке (Бачинци)
Гркокатоличка црква Св. Луке се налази у Бачинцима, насељеном месту на територији општине Шид.
Парохија је основана 1850. године, а црква посвећена Светом Луки подигнута је 1905. године.